# Takeshi Motomiya
Takeshi Motomiya (本宮 健史 Motomiya Takeshi, 5 de diciembre de 1959, Tokio, Japón) es un artista multidisciplinar japonés viviendo en Barcelona desde 1986. A lo largo de su carrera ha trabajado distintas disciplinas artísticas tales como; la pintura, el grabado y la escultura. Caracterizado por su trabajo de texturas y colores provenientes de pigmentos naturales, el trabajo de Motomiya está basado mayoritariamente en el arte abstracto y muestra algunos atributos de arte figurativo y expresionismo abstracto fusionado con temáticas que van desde antiguas divinidades japonesas, hasta contenido bíblico y mitología griega y egipcia.
Criado y educado en Japón, Motomiya ha vivido en París y en Barcelona, donde actualmente reside. Sus obras han sido expuestas en distintas ciudades Europeas como Barcelona, París, Ámsterdam y Mahón (Menorca). Aunque la mayoría de sus obras se exhiben en su país natal, Japón.
Tras su especialización en grabado y la consecuente creación del estudio Taller Nou, ha trabajado con artistas nacionales e internacionales como Antoni Tàpies, Barry Flanagan, Balthus, Miquel Barceló, Ramiro Fernandez y Perejaume entre otros. El estudio ha sido reconocido como uno de los mejores estudios de grabado en España.

## Primeros años y educación
Takeshi Motomiya nació el 5 de diciembre de 1959 en Shibuya, Tokio. Nacido en una familia acomodada de pintores, Motomiya creció rodeado en un ambiente artístico, entre galerías y exposiciones.
Su abuela Setsuko Miguishi (三岸 節子, 1905-1999), conocida como una de las mujeres pioneras en la pintura al óleo en Japón y su abuelo Kōtarō Miguishi (三岸 好太郎, 1903-1934), conocido como uno de los primeros pintores que empezó el surrealismo en Japón, fueron los principales influyentes en el interés de Motomiya hacia el mundo del Arte.  

### Tokio, Japón
Educado en Tokio, en 1982 se gradúa en Bellas Artes en la Tama Art University de Tokio con un máster en técnicas de grabado en 1984. A pesar de que su formación académica se centró en el grabado, su desarrollo personal como artista ha madurado sobre todo en el área de la pintura.

### París, Francia
En 1984, tras la invitación de su abuela que por aquel entonces vivía en Francia, Motomiya emprendió su primer viaje a Europa con la intención de conocer el arte de los museos europeos. Durante su estancia en Francia, Motomiya viaja por Europa dónde tuvo la oportunidad de exponer junto a sus abuelos y su tío en una exposición conjunta en la Galería d'Eendt en Ámsterdam en 1986.

### Barcelona, España
Fue en ese mismo año, en uno de sus viajes a Europa, donde Motomiya a la edad de 27 años se enamoró de la ciudad de Barcelona, donde lleva establecido desde 1986. Fue tras su asentamiento en Barcelona que el artista comenzó a centrarse plenamente en su pintura.

## Trayectoria
La obra de Motomiya ha sido principalmente expuesta en galerías de arte de Tokio, tales como la galería Ueda, la galería 421, la 21 + YO, la galería Okumura o la galería Libre. También en otras ciudades de Japón como la galería Yamaguchi en Chiba y la galería Ecru-no-mori en Mishima. Ha participado también en diversas ediciones de la Nippon Internacional Contemporary Art Fair (NICAF), actualmente conocida con el nombre de Art Fair Tokyo, y ha expuesto en varias ediciones de la asociación Japan Art Dealers en Tokio.
Fuera de Japón las obras de Motomiya han sido expuestas en Europa, en ciudades como Barcelona, París, Ámsterdam y Mahón (Menorca) donde ha expuesto regularmente desde 2012.
Durante su primera exposición en la quinta edición de NICAF en 1997, Motomiya conoció al poeta y crítico literario japonés, Makoto Ōoka (大岡 信, 1931-2017). Ōoka, tras ver la obra de Motomiya, lo describió como "el artista pintado por sus cuadros". Título que posteriormente utilizó para un artículo en el que escribió sobre las obras de Motomiya. Ōoka que llegó a admirar el trabajo del artista, se convirtió en un comprador habitual de la obra de Motomiya. Actualmente, algunas de esas obras forman parte de la colección privada que se exhibe en el Ōoka Makoto Kotoba Museum en Mishima, prefectura de Shizuoka.
A nivel profesional, en 1989 junto con su socio, fundó el estudio Taller Nou en Barcelona. Un estudio de estampación, especializado en grabado y técnicas de aguafuerte, para artistas profesionales.
En 2009, Motomiya comenzó a enseñar técnicas de grabado en la Escuela Massana de Barcelona dentro del Experimental Edition Course del programa de la Massana Permanent. El curso fue impartido hasta el 2012.

## Obra
La obra de Motomiya es conocida por su uso de pigmentos naturales que, siguiendo diversos procesos, el artista aplica sobre paneles de madera. En su estudio de Barcelona, no hay tubos, ni aceites ni disolventes, sino vívidas estanterías de tarros de colores. Desde tierra negra hasta polvo de mármol, toda una gama de matices extraídos de cenizas, ocres, minerales, óxidos de hierro, cáscaras de nuez, semillas o carbón. Posteriormente, son molidos y esparcidos, dando lugar a un polvo triturado y erosionado que impregna el soporte.
A pesar de que la mayoría de sus obras son de pequeño formato, los títulos de las obras de Motomiya revelan un inmenso y enriquecedor mundo de significados que se esconden detrás de cada cuadro. Ésta es quizás una de las características más representativas de la obra de Motomiya. Innumerables niveles de significado que redefinen por completo el significado de las obras con respecto a lo que se percibe inicialmente a simple vista. Algo que algunos críticos de arte, al escribir sobre la obra de Motomiya, han definido como "Ver es saber, un ejercicio de inteligencia".
Motomiya suele extraer de sus lecturas (Biblia, Dante, Goethe...) claves para la reflexión; expresiones, proverbios, mitos. Palabras que dan color a la idea. Mientras que la figura está casi siempre ausente de sus cuadros, reducida a apariciones subrepticias, Motomiya nos ofrece objetos mudos sobre los que meditar, como los de la procesión del Grial. Las cenizas, las deidades y los pueblos engullidos, influenciados por mundos desaparecidos y metamorfoseados, revelan sus huellas, el antropomorfismo se convierte en abstracción, en geometría. Las obras de Motomiya tratan de reflejar el sentimiento de las cosas.

## El estudio Taller Nou
Después de instalarse en Barcelona, en 1989, al mismo tiempo que continuaba su trabajo en la pintura, él y su socio fundaron el estudio Taller Nou. Un estudio de estampación especializado, entre otros, en técnicas de grabado y aguafuerte para artistas profesionales.
Desde sus inicios y a lo largo de más de 20 años, Taller Nou fue el único estudio de grabado de la obra gráfica de Tàpies. De hecho, continuaron trabajando su obra hasta el fallecimiento del artista en 2012. Además de Tàpies, también han trabajado para otros artistas de prestigio nacional e internacional, tales com Barry Flanagan, Balthus, Miguel Barceló, Ramiro Fernandez y Perajaume entre otros.
Situado originalmente en el barrio de gracia, el estudio es conocido como uno de los mejores estudios de grabado en España. Sus trabajos han sido expuestos en notables museos alrededor del mundo, como el Museo de Arte Moderno (MoMA) de Nueva York, durante la exposición Antoni Tàpies in Print, o en el Museo Picasso de París, durante la exposición Miquel Barceló, Sol y Sombra que tuvo lugar en 2016. En los últimos años, algunas obras también han sido presentadas en subastas de importantes casas de arte como Christie's y Bonhams.

## Obras destacadas

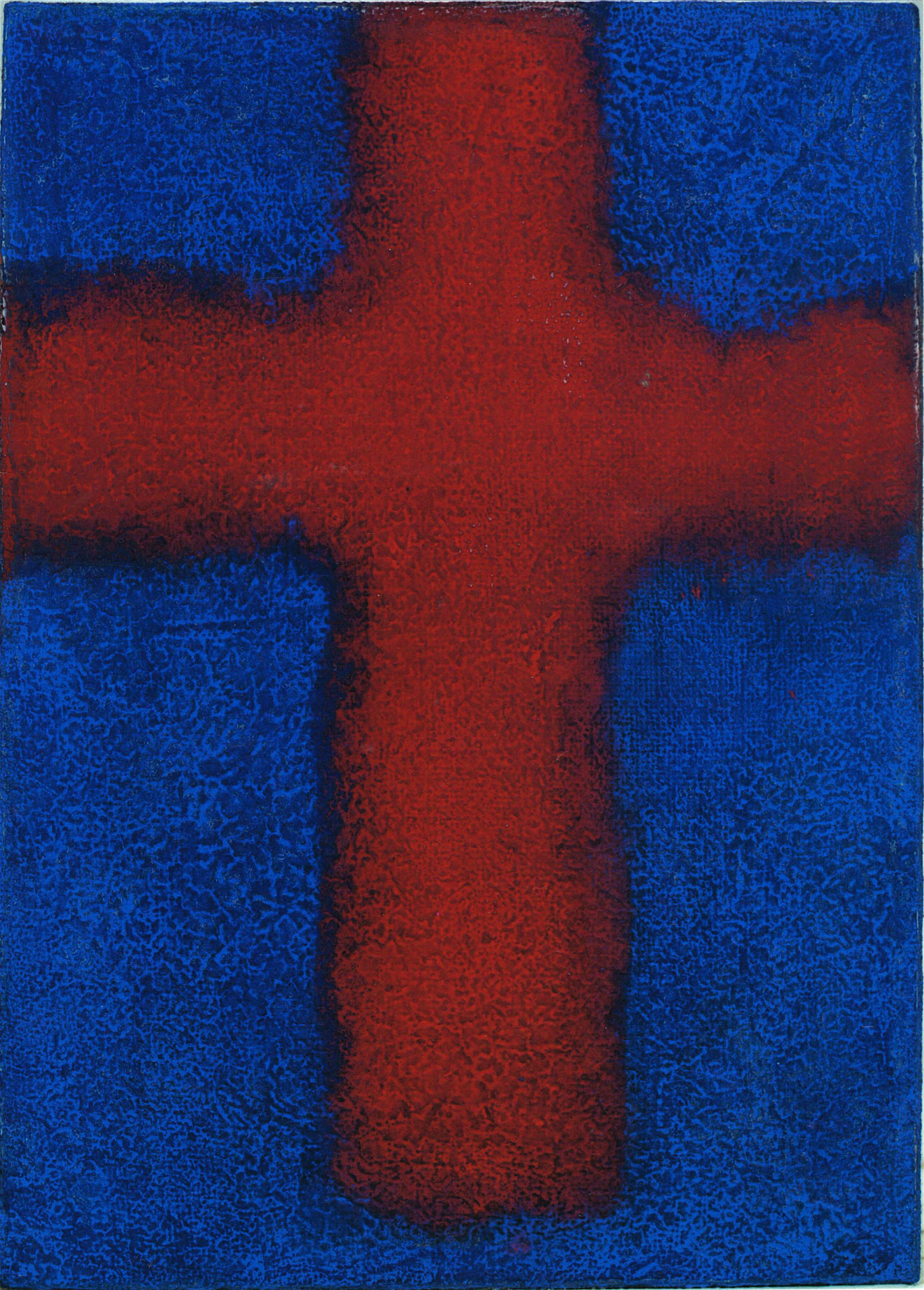
Forma de rezar (2004)*
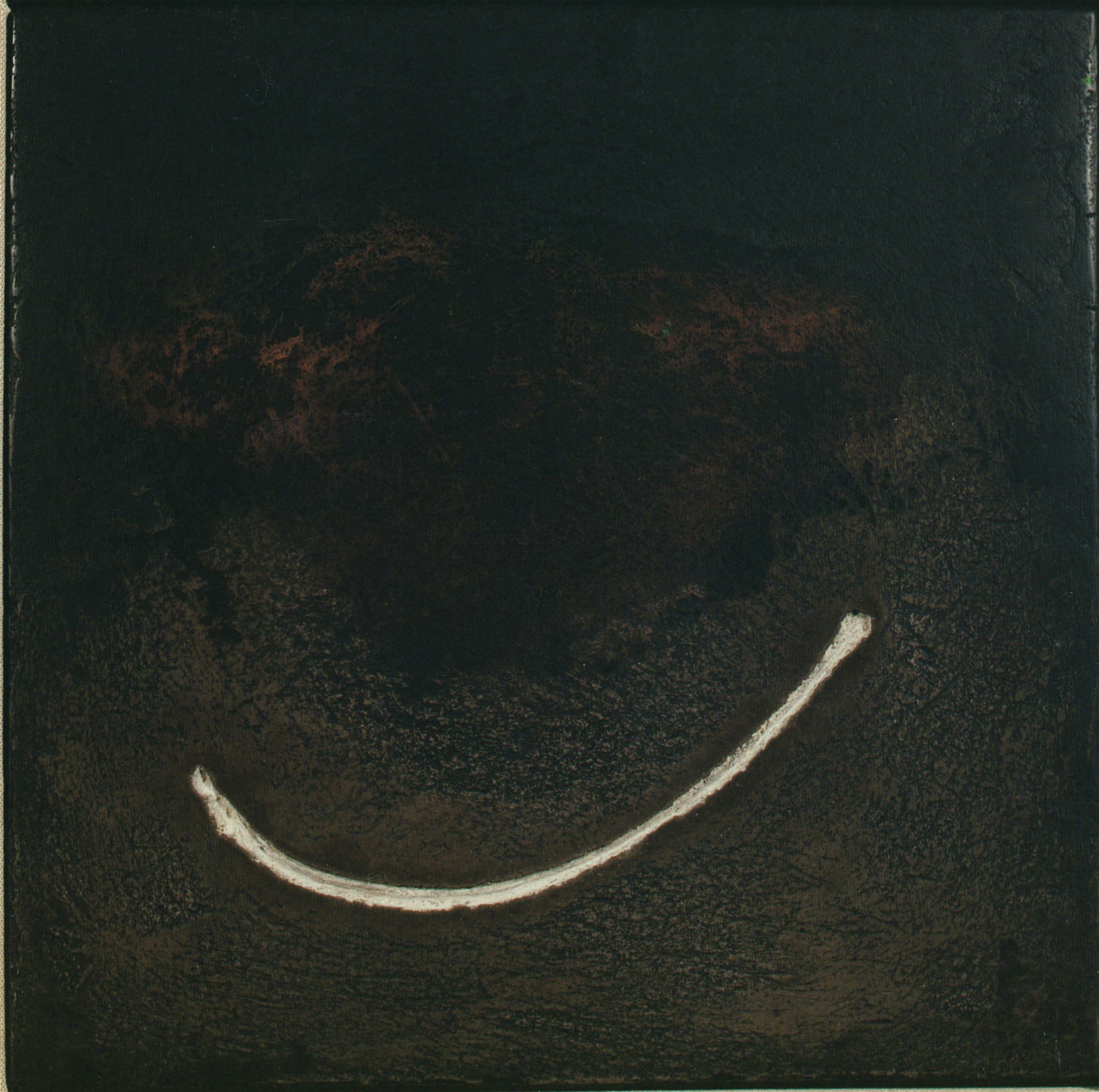
EVA - Libro (2005)*
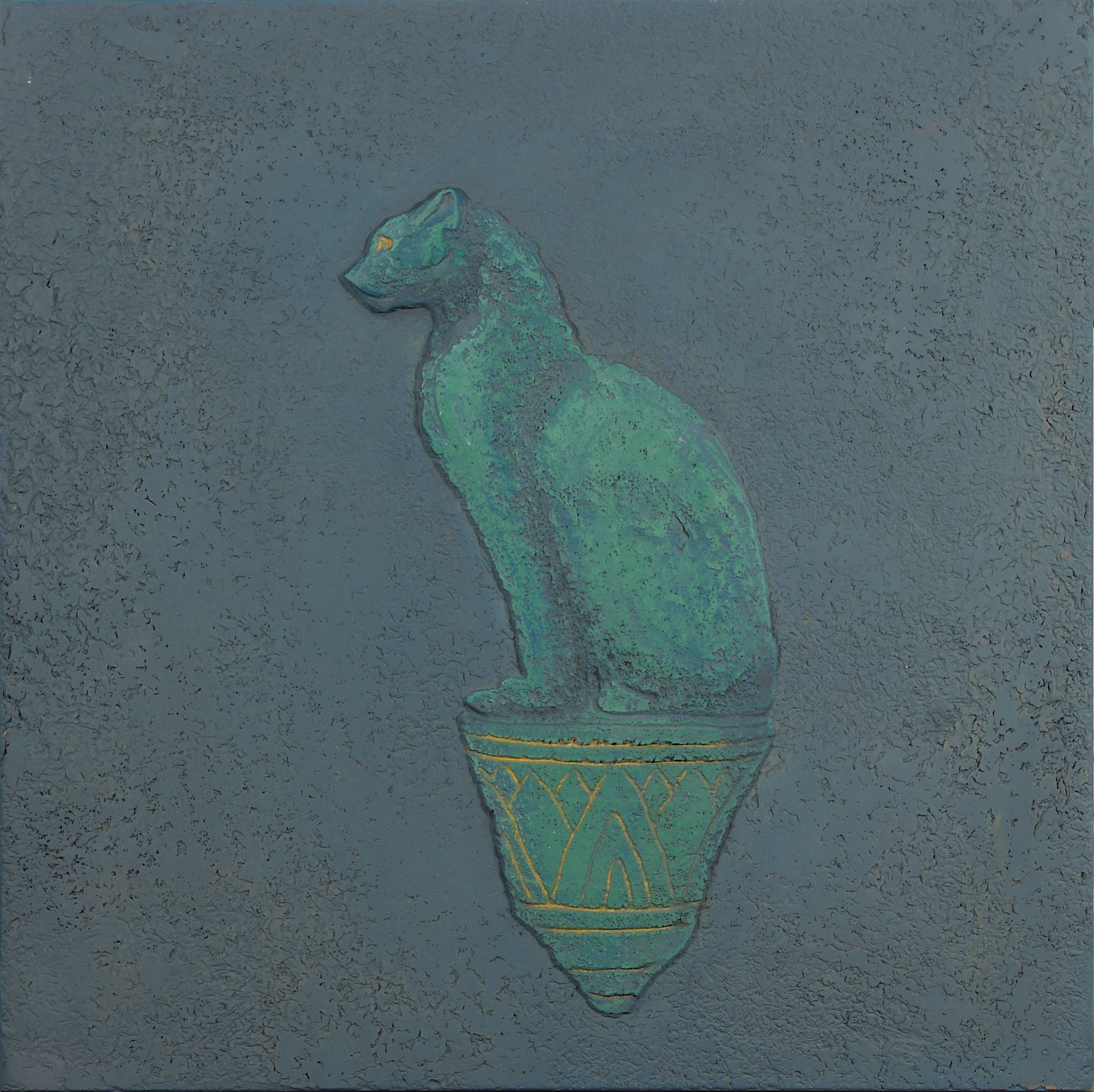
Renacer (2010)*

*Obras de la colección privada del Museo Ōoka Makoto Kotoba, Mishima, Japón.

## Exposiciones
Exposiciones individuales y colectivas destacadas;
- 1989 - Exposición colectiva en Helena Ramos Gallery (Cadaqués, España).
- 1990 - Exposiciones colectivas en Helena Ramos Gallery (Cadaqués, España), FIAC SAGA '90 (París, Francia) y Central Gallery (Sabadell, España).
- 1991 - Exposición colectiva en Central Gallery (Sabadell, España).
- 1992 - Exposición colectiva en Helena Ramos Gallery (Cadaqués, España).
- 1993 - Exposición colectiva en Helena Ramos Gallery (Cadaqués, España).
- 1996 - Exposición individual en Artara Gallery (Mahón, Menorca, España).
- 1997 - Exposiciones individuales en 5th NiCAF (Nippon International Contemporary Art Fair)(Tokio, Japón) y Gallery Ueda (Tokio, Japón).
- 1998 - Exposición individual en Gallery Ueda (Tokio, Japón).
- 1999 - Exposiciones individuales en Gallery Ueda (Tokio, Japón) y 6th NiCAF (Nippon International Contemporary Art Fair)(Tokio, Japón). Exposición colectiva en JADA (Japan Art Dealers Association)(Tokio, Japón).
- 2000 - Exposición individual en Gallery Ueda (Tokio, Japón) y exposición colectiva en JADA (Japan Art Dealers Association)(Tokio, Japón).
- 2001 - Exposición individual en 7th NiCAF (Nippon International Contemporary Art Fair)(Tokio, Japón) y exposición colectiva en JADA (Japan Art Dealers Association)(Tokio, Japón).
- 2002 - Exposición individual en Punto Arte Gallery (Barcelona, España).
- 2003 - Exposición individual en Encant (Mahón, Menorca, España).
- 2004 - Exposición colectiva en Punto Arte Gallery (Barcelona, España).
- 2005 - Exposición individual en Gallery 21 + Yo (Tokio, Japón) y exposiciones colectivas en Punto Arte Gallery (Barcelona, España) y Encant (Mahón, Menorca, España).
- 2006 - Exposiciones individuales en Punto Arte Gallery (Barcelona, España) y Yamaguchi Gallery (Chiba, Japón). Exposición colectiva en Encant (Mahón, Menorca, España).
- 2008 - Exposición individual en Okumura Gallery (Tokio, Japón).
- 2009 - Exposición individual en Encant (Mahón, Menorca, España) y exposición colectiva en Punto Arte Gallery (Barcelona, España).
- 2010 - Exposición individual en Yamaguchi Gallery (Chiba, Japón) y exposición colectiva en Encant (Mahón, Menorca, España).
- 2011 - Exposición individual en Galerie 421 (Tokio, Japón).
- 2012 - Exposiciones individuales en Gallery Ecru-no-mori (Mishima, Japón) y Encant (Mahón, Menorca, España)
- 2013 - Exposición individual en Yamaguchi Gallery (Chiba, Japón).
- 2014 - Exposición individual en Libre Gallery (Tokio, Japón).
- 2016 - Exposición individual en Galerie Couteron (París, Francia).
- 2017 - Exposiciones individuales en Yamaguchi Gallery (Chiba, Japón), Libre Gallery (Tokio, Japón) y Encant (Mahón, Menorca, España).
- 2020 - Exposición individual en la Galería Yamaguchi (Chiba, Japón).
- 2021 - Exposición colectiva en Encant (Mahón, Menorca, España).

*NICAF (Nippon International Contemporary Art Fair) - Actualmente conocido como Art Fair Tokyo.